# Гросу, Игорь Иванович
Игорь Иванович Гросу (рум. Igor Grosu; род. 30 ноября 1972, с. Верхний Андруш, Кагульский район, Молдавская ССР, СССР) — молдавский государственный и политический деятель. Председатель Парламента Республики Молдова XI созыва. Депутат Парламента Республики Молдова X—XI созывов с 9 марта 2019 года.
Председатель партии «Действие и солидарность» с 9 декабря 2020 года.

## Биография
В 1990—1995 годах обучался в Молдавском государственном университете и Государственном педагогическом университете имени Иона Крянгэ. Игорь Гросу — специалист в области истории, в течение нескольких лет был экспертом в проектах. В 2003 году Гросу работал координатором проекта в Министерстве экономики Республики Молдова. С декабря 2003 по июнь 2004 года был менеджером проекта в Министерстве экономики Республики Молдова, с 2004 по 2008 год возглавлял Секретариат Совета по участию в Министерстве экономики Республики Молдова. В августе-сентябре 2008 года Игорь Гросу возглавлял секретариат Совета по участию Департамента политического анализа Государственной канцелярии ПРООН. В 2009—2012 годах работал старшим экспертом Государственной канцелярии. В 2005—2012 годах занимал должность члена Совета директоров «Amnesty International Moldova».
Занимал должность заместителя министра образования Республики Молдова в период с 2012 по 2015 год, в то самое время министром образования была Майя Санду. В августе 2015 года премьер-министр Республики Молдовы Валерий Стрелец уволил Гросу и назначил его главным консультантом премьер-министра по вопросам науки, образования, здравоохранения и социальной защиты. После отставки Валерия Стрельца, исполняющий обязанности премьер-министра Георгий Брега отстранил Игоря Гросу от всех постов, которые он занимал в правительстве.
Когда Майя Санду основала партию «Действие и солидарность» (PAS) в 2015—2016 годах, Гросу присоединился к ней как член-основатель и стал первым вице-председателем партии. Был членом Политического совета Избирательного блока «ACUM Platforma DA și PAS».
На парламентских выборах 2019 года он баллотировался от Избирательного блока «ACUM Platforma DA și PAS», но проиграл действующему на то время премьер-министру Павлу Филипу. Однако Игорь Гросу прошёл в парламент по общенациональному списку блока ACUM, в котором занимал 4-е место.
Он основал несколько неправительственных организаций, таких как: Amnesty International Moldova, Информационный центр по оказанию национальной помощи и неправительственным организациям Молдовы CONTACT (Centrul național de asistență și informare a ONG-urilor din Moldova "CONTACT "), Про-Демократическая ассоциация (Asociația Pro-Democrație), Национальный молодёжный совет Молдовы.
В декабре 2020 года, после того как Майя Санду победила на президентских выборах и вышла из партии (президент не может быть членом никакой партии по Конституции), Игорь Гросу стал исполняющим обязанности председателя партии «Действие и солидарность». 25 мая 2021 года президент Санду поручила Гросу сформировать правительство в попытке распустить парламент Республики Молдова X созыва. После того, как парламентское большинство покинуло парламент, предложение было автоматически отклонено. Парламент был распущен 28 апреля 2021 года, а досрочные выборы состоялись 11 июля 2021 года.
Гросу баллотировался на досрочных парламентских выборах 2021 года в Республике Молдова, занял первое место в партии, и получил лучший электоральный результат среди всех конкурентов в истории Республики Молдова: 52,80 % голосов и 63/101 депутатов. Блок коммунистов и социалистов отказался участвовать в голосовании, депутаты партии «Шор» поддержали кандидатуру Гросу.
29 июля 2021 года 64 депутата проголосовали за него в качестве председателя парламента Республики Молдова.

## Награды
- Орден князя Ярослава Мудрого II степени (4 сентября 2023 года, Украина) — за весомый личный вклад в укрепление межгосударственного сотрудничества, поддержку государственного суверенитета и территориальной целостности Украины, популяризацию Украинского государства в мире[4]